# Скуби-Ду
«Скуби-Ду» (англ. Scooby-Doo) — серия мультипликационных сериалов и полнометражных мультфильмов, созданная компанией Hanna-Barbera в 1969 году. Мультфильмы и мультсериалы этой франшизы выходят и по сей день. В 2005 году внесён в Книгу рекордов Гиннеса за самое большое количество эпизодов среди всех существующих мультсериалов. Оригинальный мультсериал «Скуби-Ду, где ты!» был создан двумя писателями — Джо Руби и Кеном Спирсом. В мультсериале рассказывается о четырёх подростках — Фреде Джонсе, Дафне Блейк, Велме Динкли, Норвилле «Шэгги» Роджерсе и говорящем Немецком доге по имени Скуби, которые решают загадки с участием якобы сверхъестественных существ.
После успеха оригинального мультсериала Hanna-Barbera, а позже и Warner Bros. Animation создали многочисленные продолжения и спин-оффы, в том числе специальные телевизионные мультфильмы и телефильмы, полнометражные фильмы и три театральные постановки. Некоторые версии Скуби-Ду представляют различные вариации на тему сверхъестественного шоу и включают в себя новых персонажей, дополняя или заменяя их на небольшое время: кузена Скуби Скуби-Дам и его племянника Скрэппи-Ду.
«Скуби-Ду» первоначально транслировался по CBS с 1969 по 1976 год; позже мультфильм показывался на канале ABC до 1986 года. После прекращения основного сериала в 1988 году был представлен мультфильм «Щенок по кличке Скуби-Ду». Канал The WB Television Network смогли показать новый сериал-перезапуск «Что новенького, Скуби-Ду?», транслировавшийся с 2002 по 2005 год. Другой новый мультсериал о Скуби-Ду, «Шэгги и Скуби-Ду ключ найдут!», выходил в эфир в The CW с 2006 до 2008 год. Последним транслировался мультсериал «Скуби-Ду: Мистическая корпорация», премьера которого состоялась на Cartoon Network в апреле 2010 года. Повторы из разных серий мультсериалов часто транслируются по всему миру на Cartoon Network и Boomerang.

## Общие элементы
Сюжет большинства мультфильмов происходит вокруг пса Скуби и четырёх подростков-членов корпорации «Тайна»: Фреда, Шэгги, Дафны и Велмы. В некоторых эпизодах героям помогают в поисках улик обычные люди, учёные и даже звёзды. Прибыв на место в «Фургончике Тайн», они сталкиваются с призраком, чудовищем или другим сверхъестественным существом, которое терроризирует местное население. После исследования, поисков улик и опроса подозреваемых герои начинают понимать, что призрак или другое паранормальное явление на самом деле является обманом. Позже команда ловит злодея с помощью ловушек Фреда по технике Руба Голдберга. Разоблачение обычно предшествует словам любого члена команды кроме Шэгги и Скуби, который говорит: «Теперь давайте посмотрим, кто [имя монстра] на самом деле». После разоблачения злодей рассказывает о своих грязных делишках и попытке прикрыть преступления с использованием истории призрака и костюма. Преступника арестовывают и доставляют в тюрьму, и он часто повторяет коронную фразу, которая всегда почти идентична: «…мне бы это сошло с рук, если бы не эти назойливые детишки!».

## Создание
Работа над созданием первого мультсериала про собаку Скуби-Ду началась в начале 60-х годов XX века в студии Hanna-Barbera. Над созданием будущего мультсериала трудились сценаристы Джо Руби и Кен Спирс; продюсеры и режиссёры Уильям Ханна и Джозеф Барбера; дизайнером персонажей и ведущим аниматором был японец Ивао Такамото.
В середине 1960-х годов родители протестуют против субботних мультфильмов, где часто упоминается и демонстрируется насилие. Затронула эта проблема и студию Hanna-Barbera; большинство мультфильмов пришлось закрывать на стадии планирования, либо значительно менять сюжетные линии.
Но тем не менее после завершения сериала «Шоу Арчи», исполнительный продюсер канала CBS Фред Сильверман решил обратиться к авторам оскароносного «Тома и Джерри» Уильяму Ханне и Джозефу Барбере, с предложением создать мультсериал о подростках. Сильверман предложил выполнить новый мультфильм в стиле радиопостановок «Я люблю тайны» и сериала «Многие любят Доби Гиллис».
Первоначальная сюжетная линия значительно отличается от окончательной. В мультфильме должно было быть пять героев — Джефф, Майк, Келли, Линда, брат Линды «WW» и их собака. Все перечисленные персонажи первоначально должны были играть на музыкальных инструментах бонго. Когда «Мистическая пятёрка» не выступала на концертах, команда расследовала различные тайны с участием призраков, зомби и пришельцев. Нерешённым был также вопрос о включении в список героев трусливой собаки и маленького щенка. После выбора первого варианта встал вопрос о выборе породы пса: выбрать немецкую или большую лохматую овчарку. После консультации с Джозефом Барберой создатели остановились на немецком доге, чтобы избежать сходства с псом из передачи «Шоу Арчи». Кроме того, трусливый герой очень был похож на героя Мармадьюка из одноимённого комикса, но Барбера сказал аниматорам, что это сходство не является проблемой.
К тому времени шоу было готово для презентации Сильверману, однако позже произошли несколько изменений: Джефф и Майк были объединены в одного персонажа по имени «Ронни» (позднее его назвали Фредом), Келли стала Дафной, Линду «переименовали» в Велму; у неё теперь не было брата (первоначально назывался как «WW») он был заменён на Шэгги. Мультфильм назывался Who’s S-S-Scared?. В итоге презентации исполнительный продюсер канала CBS потребовал переработать мультфильм, потому что пилотный выпуск был слишком «жутким» и не подходил для детской аудитории. После претензий Руби и Спирс решили изменить весь сценарий мультфильма, уделив большее внимание трусливому Шэгги и собаке Скуби. Кроме того, из историй была отброшена идея о создании музыкальной группы. Благодаря песнe Фрэнка Синатры «Strangers in the Night», собаку назвали Скуби-Ду, а у шоу появилось название — «Скуби-Ду, где ты!». Данный мультфильм был одобрен руководством канала и вышел в эфир 13 сентября 1969 года.

## Трансляция
Пилотный выпуск мультсериала «Скуби-Ду, где ты!», под названием «Ну и ночка для рыцаря», дебютировал на канале CBS 13 сентября 1969 года. В качестве актёров озвучивания принимали участие: Дон Мессик в роли Скуби-Ду; радио-диджей Кейси Кейсем озвучивал Шэгги; Фрэнк Уэлкер «отдал» свой голос Фреду; Николь Джаффе и Индира Стефанинна озвучили Велму и Дафну соответственно. Речь Скуби напоминает голос другого мультипликационного пса по имени Астро из «Джетсонов», которого также озвучил Мессик. Семнадцать эпизодов Скуби-Ду были показаны в 1969 году. Главная одноимённая тема мультсериала была исполнена Ларри Марксом и Полом Костелло, а текст написали Дэвид Мок и Бен Рейли.
В связи с успехом мультсериала, на канале был показан второй сезон, состоящий из восьми эпизодов. В семи эпизодах была использована музыка в стиле бабблгам-поп, записанная Остином Робертсоном. Стефанинна Кристоферсон вышла замуж и ушла из озвучивания, поэтому Хизер Норт взяла на себя роль Дафны, и продолжала озвучивать героиню до 1997 года.
После успеха «Скуби-Ду, где ты!», в 1972 году вышел новый мультсериал под названием «Новые фильмы о Скуби-Ду». Каждый эпизод происходит с участием реальной или вымышленной приглашённой звезды, в том числе и малознаменитые персонажи, созданные Hanna-Barbera, такие как Джози и кошечки и Быстрый Багги; знаменитости — Сэнди Дункан, семейка Аддамс, Касс Эллиот, Филлис Дилер и Дон Адамс. Все вышеперечисленные герои помогают решать загадки и секреты заданий. Также позже были показаны такие гости, как Гарлем Глобтроттерс, Три Марионетки, Дон Ноттс, Бэтмен и Робин, каждый из которых появился несколько раз. Музыкальный руководитель Hanna-Barbera Хойт Куртин сочинил новую музыкальную тему «Curtin» для нового мультсериала. После показа двух сезонов, состоящих из 24 эпизодов, канал CBS начал показывать повторы.
Начиная с середины 1970-х годов, «Скуби-Ду» начали вещать на канале ABC. Первоначально, вместо новых мультфильмов, показазывали повторы старых, объединяя их с другими шоу в двухчасовом блоке «Весёлая олимпиада Скуби-Ду», где были показаны 45 персонажей Hanna-Barbera, участвующие в олимпийских играх. Скуби был капитаном своей олимпийской команды под названием «Скуби-Душки», в которой также фигурирует Шэгги и Скуби-Дам. Позже передачу переименовали в «Скуби и все звёзды», а время показа сократилось до 90 минут. Программа также продолжала показывать повторы старых мультфильмов, а новые эпизоды транслировались отдельно. После девяти недель, отдельная трансляция «Скуби-Ду, Где ты!» была отменена, а остальные 16 новых эпизодов дебютировали в «Скуби и все звёзды». Эпизоды, созданные с 1976 по 1978 год, были объединены в одну программу «Скуби-Ду Шоу», в рамках которого продолжали транслироваться старые эпизоды 3 сезона «Скуби-Ду, где ты!» и «Скуби и Все Звёзды».
В 1979 году состоялся показ часового мультфильма «Скуби-Ду едет в Голливуд». Сюжет вращался вокруг попыток Шэгги и Скуби получить собственный мультсериал с другим сюжетом, так как им надоело играть тру́сов в своём мультипликационном сериале. Также в мультфильме имелись пародии на тогдашние шоу и фильмы — «Счастливые дни», «Супермен», «Лаверна и Ширли» и «Ангелы Чарли». чтобы повысить популярность франшизы, студия Hanna-Barbera решила включить нового персонажа — Скрэппи-Ду, племянника главного героя. Связи с этим, Hanna-Barbera создала отдельное получасовое шоу «Скуби-Ду и Скрэппи-Ду», в котором состоялось первое появление Скрэппи.
Успех «Скуби-Ду и Скрэппи-Ду» привёл к смене концепции последующих мультфильмов, сместив основное внимание на Скрэппи-Ду. Пёс Скуби часто ходит на двух ногах; Фред, Дафна и Велма были исключены из мультсериала. В итоге появился новый формат мультфильма, деливший его на три части, длительностью около семи минут. Большинство сверхъестественных злодеев в данных сериях являются реальными монстрами и призраками.
Дафна вернулась в мультфильме «Новые приключения Скуби и Скрэппи». Он был показан в 1983 году и состоял из одиннадцати эпизодов. Данный мультипликационный мультсериал выполнен в формате оригинального мультфильма «Скуби-Ду, где ты!». После показа первого сезона сериал был переименован в «Новые приключения Скуби-Ду». Со второго сезона в качестве камео появились Фред и Велма.
В 1985 году состоялся дебют «13 призраков Скуби-Ду», где вновь вернулись старые герои: Дафна, Скрэппи, Шэгги и Скуби. Также появились новые персонажи: Флим-Флам (озвученый Сьюзан Блу) и Винсент Ван Гоблин (озвученый Винсентом Прайсом). По сюжету Скуби, Дафна, Шэгги и Скрэппи путешествующих по миру, чтобы захватить «тринадцать самых страшных призраков Земли». Последний эпизод вышел в марте 1986 года.
После показа по телевидению «13 призраков Скуби-Ду», аниматоры из Hanna-Barbera решили переосмыслить весь концепт серии, и создать новый мультфильм в анимационном стиле Текса Эйвери и Боба Клампетта. На канале ABC в 1988 году вышел сериал «Щенок по кличке Скуби-Ду». Режиссёром выступил Том Рюггер. Здесь были впервые показаны родители Скуби-Ду и раскрыли полное имя Скуби — Скуберт. Родным городом команды «Тайна» стал вымышленный населённый пункт Кулсвиль. После завершения работы над мультфильмом, Рюггер и большая часть его команды ушли из Hanna-Barbera и перешли работать в Warner Bros. Animation, для участия в создании мультсериала «Приключения мультяшек».
С 1986 по 1988 год по разным телеканалам шли анимационные телефильмы под названием «Hanna-Barbera Superstars 10», где присутствуют самые популярные персонажи Hanna-Barbera: Мишка Йоги, Гекльберри Финн, Флинтстоуны, и Джетсоны. Скуби-Ду, Скрэппи-Ду и Шэгги появились в трёх из этих фильмов: «Скуби-Ду встречает Братьев Бу», «Скуби-Ду и Школа вампиров» и «Скуби-Ду и упорный оборотень». Эти три фильма основывались на старых мультфильмах о Скуби и Скрэппи-Ду. Позже Скуби-Ду и Шэгги появились как рассказчики в анимационном телевизионном фильме «Скуби-Ду и ночи Шахерезады», который транслировался на канале TBS в 1994 году. Данный мультфильм является последней ролью Дона Мессика в качестве актёра озвучивания Скуби.
Начиная с 1980 года повторы старых мультфильмов о Скуби-Ду показывались по каналам TBS Superstation, USA Network, Cartoon Network, TNT и Teletoon. С 1998 года при поддержке Warner Bros. отдельные части большой франшизы стали выходить на DVD.
С середины 1990-х годов произошли изменения в актёрском составе в связи со смертью Дона Мессика. Скотт Иннес, озвучивавший Скуби и Скрэппи, стал также озвучивать Шэгги, сменив Кейси Кейсема, который отказался от роли Шэгги после показа героя в рекламе Burger King. Мэри Кей Бергман, озвучивавшая Дафну, покончила с собою в связи с психическими расстройствами; после этого героиню стала играть актриса Грей Делайл. Лишь «голос» Фреда Фрэнк Уэлкер продолжил озвучивать своего героя. С середины 1990-х первые четыре мультфильма вышли сразу на DVD. Кроме того, в этот период, мультфильмы серии стали транслироваться в России.
Также выпускались новые полнометражные мультфильмы о приключениях Скуби-Ду: «Скуби-Ду на Острове мертвецов», «Скуби-Ду и призрак ведьмы», «Скуби-Ду и нашествие инопланетян» и «Скуби-Ду и кибер-погоня». Они отличались от оригинального формата серии путём размещения персонажей в участки с более тёмным тоном и присутствием настоящих сверхъестественных сил. В «Скуби-Ду на Острове мертвецов» команда воссоединилась после долгих лет разлуки, и билась с поклонением вуду-котов в Луизиана Баоу. В «Скуби-Ду и призрак ведьмы» рассказывает о писателе Бене Равенкрофте (озвучен Тимом Карри), который возвращается в свой родной город с командой, чтобы узнать, что за мероприятие преследует духа его Тёти Сары Равенкрофт, которая была фактически ведьмой[стиль]. Также в мультфильме впервые появилась гот рок-группа известная как «Ведьмочки» (англ. The Hex Girls), которые позже появились во многих мультсериалах и мультфильмах Скуби-Ду. Новые анимационные фильмы по-прежнему выходят регулярно, с участием реальных монстров и маленьким расширением внутреннего мира персонажей корпорации «Тайна».
В 1999 году был выпущен 17-минутный короткометражный фильм «Проект Скуби-Ду».
Начиная с 2002 года, серия переживает второй расцвет. В этот период студия Hanna-Barbera была объединена с Warner Bros. Animation и выпустила успешный первый полнометражный кинофильм. На канале Kids’ WB стал транслироваться мультсериал «Что новенького, Скуби-Ду?», где действие эпизодов происходит 21-м веке. В шоу показывают различные современные технологии и появляются отсылки к современной поп-культуре.
После показа трёх сезонов «Что новенького, Скуби-Ду», сериал был заменён на другое шоу «Шэгги и Скуби-Ду ключ найдут!». В мультфильме был переделан художественный стиль. По сюжету Шэгги унаследует деньги и особняк своего дяди-изобретателя Альберта, который скрывается от злодеев, пытающихся украсть его секретное изобретение. Злодеи во главе с Доктором Файбсом строят различные планы по захвату изобретения Альберта Шэггелфорта, и пытаются украсть его у Шэгги и Скуби. Фред, Дафна и Велма в мультсериале появляются редко, в основном, чтобы помочь главным героям.
В 2003 году были показаны по телевидению два новых мультфильма «Скуби-Ду и легенда о вампире» и «Скуби-Ду и монстр из Мексики». Эти мультфильмы были созданы в духе «Скуби-Ду, Где ты!», однако мультфильмы, созданные с 2004 по 2009 год, напоминают формат «Что новенького, Скуби-Ду?».
Кроме того, вышел телефильм «Скуби-Ду 3: Тайна начинается», который был выпущен на DVD и одновременно в эфире Cartoon Network 13 сентября 2009 года, в честь сороковой годовщины дебюта серии. В фильме снимались такие актёры как Ник Палатас в роли Шэгги, Робби Амелл в роли Фреда, Кейт Мелтон в роли Дафны, Хейли Кийоко в роли Велмы, и Фрэнк Уэлкер, который озвучил Скуби-Ду. Второй телефильм, «Скуби-Ду 4: Проклятие озёрного монстра», вышел в эфир 16 октября 2010 года, режиссёром остался Брайан Левант.
5 апреля 2010 года состоялась премьера нового мультсериала «Скуби-Ду: Мистическая корпорация». Актёр Мэттью Лиллард, сыгравший Шэгги в фильмах «Скуби-Ду» и «Скуби-Ду 2: Монстры на свободе»), заменил Касема; остальной актёрский состав не изменился с выхода мультсериала «Что новенького, Скуби-Ду?». Этот мультсериал считается частичной «перезагрузкой» всей серии. По сюжету команда разгадывает различные секреты и тайны. В сюжет также были добавлены романтические отношения между главными героями.
В 2012 году были выпущены специальные эпизоды «Скуби-Ду! Жуткие игры» и «Скуби-Ду! Отдых с привидениями».
5 октября 2015 года началась трансляция мультсериала «Будь классным, Скуби-Ду!».
27 июня 2019 года состоялась премьера мультсериала «Скуби-Ду и угадай кто?». Он схож с мультсериалом «Новые фильмы о Скуби-Ду» тем, что в нём также в каждой серии появляются настоящие знаменитости (Крис Пол, Ванда Сайкс, Рикки Джервейс и другие) и известные вымышленные персонажи (Шерлок Холмс, Чудо-женщина, Бэтмен и другие).
В апреле 2024 года студия Netflix объявила разработке игрового сериала «Скуби-Ду» с живыми актёрами.

### Фильмы
Первый полнометражный фильм «Скуби-Ду» был создан студией Warner Bros. и премьера состоялась 14 июня 2002 года. Режиссёром картины стал Раджа Госнелл; в фильме снялись Фредди Принц-младший в роли Фреда, Сара Мишель Геллар в роли Дафны, Мэттью Лиллард в роли Шэгги, и Линда Карделлини в роли Велмы. Скуби-Ду был создан благодаря компьютерным спецэффектам. Первый фильм стал успешным и заставил Warner Bros. выпустить продолжение: «Скуби-Ду 2: Монстры на свободе».
В августе 2013 года Warner Bros. сообщила о производстве нового полнометражного мультфильма о Скуби-Ду. Продюсерами выступили Atlas Entertainment, Чарльз Роувен и Ричард Сакл. Сценарий к мультфильму пишет Мэтт Либерман.

## Озвучивание
| Главные роли - Скуби-Ду - Дон Мессик (1969—1994) - Хэдли Кей (1997) - Скотт Иннес (1998—2001, мультфильмы (2001—2006), видеоигры) - Нил Фаннинг (2002—2004, фильмы) - Фрэнк Уэлкер (2002 — по настоящее время, шоу, игры, фильмы и DVD) - Жан-Поль Ману (Ботаник Скуби, «Скуби-Ду 2: Монстры на свободе», 2004) - Шэгги Роджерс - Кейси Кейсем (1969—1994, 1997, 2002—2009) - Билли Уэст (1998) - Скотт Иннес (1999—2001 мультфильмы, 2001—2009 видеоигры) - Скотт Менвил («Шегги и Скуби-Ду ключ найдут!», 2005—2008) - Мэттью Лиллард (2002—2004, фильмы; 2010-настоящее время, голос) - Каску Бэддоу (Молодой Шегги, «Скуби-Ду 2: Монстры на свободе», 2004) - Ник Палатас (2009—2010, телевизионные фильмы) - Фред Джонс-младший - Фрэнк Уэлкер (1969—1983, 1997 — по настоящее время) - Карл Стивенс («Щенок по кличке Скуби-Ду», 1988—1991) - Фредди Принц-младший (2002—2004, фильмы) - Райан Врба (Молодой Фред, «Скуби-Ду 2: Монстры на свободе», 2004) - Робби Амелл (2009—2010, телевизионные фильмы) - Джим Вайс (голос в песне «Скуби-Ду! Музыка Вампира», 2011) - Дафна Блейк - Индира Стефанинна (1969—1970) - Хизер Норт (1970—1997, 2003) - Келли Мартин («Щенок по кличке Скуби-Ду», 1988—1991) - Мэри Кей Бергман (1998—1999) - Грей Делайл (2000 — по настоящее время) - Сара Мишель Геллар (2002—2004) - Эмили Теннант (Молодая Дафна, «Скуби-Ду 2: Монстры на свободе», 2004) - Кейтлин Мелтон (2009—2010, телевизионные фильмы) | - Велма Динкли - Николь Джаффе (1969—1973, 2001, 2003—2004) - Пэт Стивенс (1976—1982) - Марла Фрумкин (1979) - Кристина Ланж («Щенок по кличке Скуби-Ду», 1988—1991) - Бэтти Джин Уорд (1984, 1997—2001) - Минди Кон (2002—2015, 2017) - Кейт Микуччи (2015 — по настоящее время) - Линда Карделлини (2002—2004, фильмы) - Лорен Кеннеди (Молодая Велма, «Скуби-Ду 2: Монстры на свободе», 2004) - Хейли Кийоко (2009—2010, телевизионные фильмы) - Бетс Мэлоун (голос в песне «Скуби-Ду: Музыка Вампира», 2011) - Скрэппи-Ду - Ленни Вейнриб (1979—1980) - Дон Мессик (1980—1986) - Скотт Иннес (Фильм «Скуби-Ду», 2002; «Harvey Birdman, Attorney at Law», эпизод «Shaggy Busted») - Жан-Поль Ману (Скрэппи-Рекс, фильм «Скуби-Ду», 2002) - Прочие персонажи - Доуз Батлер в роли Скуби-Дама (повторяющееся, 1976) - Сьюзан Блу в роли Флим Флама («13 призраков Скуби-Ду», 1985) - Говард Моррис в роли Бовжела («13 призраков Скуби-Ду», 1985) - Арте Джонсон в роли Вернда («13 призраков Скуби-Ду», 1985) - Скотт Менвил в роли Рэда Херринг («Щенок по кличке Скуби-Ду», 1988—1991) - Дженнифер Хейл, Кимберли Брукс и Джейн Вэйдлин в роли Торн, Луны и Даск из Ведьмочек (повторяющееся, 1999 — настоящее время) - Винсент Прайс в роли Винсента Ван Гоблина («13 призраков Скуби-Ду», 1985—1986) - Морис Ламарш в роли Винсента Ван Гоблина («Скуби-Ду: Мистическая корпорация», 2010—2011) - Патрик Варбертон в роли Шерифа Бронсона Стоуна - Линда Карделлини в роли Марси (Вонючка) («Скуби-Ду: Мистическая Корпорация», 2011 — по настоящее время) |

## Фильмография Скуби-Ду

### Мультсериалы
| № | Название                              | Оригинальное название                                                 | Годы трансляции   | Оригинальный канал | Число эпизодов | Число сезонов | Статус проекта |
| --- | ------------------------------------- | --------------------------------------------------------------------- | ----------------- | ------------------ | -------------- | ------------- | -------------- |
| 1 | Скуби-Ду, где ты!                     | Scooby-Doo, Where Are You!                                            | 1969—1970         | CBS                | 25             | 2             | Закончен       |
| 2 | Новые дела Скуби-Ду                   | The New Scooby-Doo Movies                                             | 1972—1973         | CBS                | 24             | 2             | Закончен       |
| 3 | Скуби-Ду Шоу                          | The Scooby-Doo Show¹                                                  | 1976—1978         | ABC                | 40             | 3             | Закончен       |
| 4 | Весёлая Олимпиада Скуби               | Scooby’s All Star Laff-A-Lympics                                      | 1977—1978         | ABC                | 24             | 2             | Закончен       |
| 5 | Скуби и Скрэппи-Ду                    | Scooby-Doo and Scrappy-Doo                                            | 1979—1980         | ABC                | 16             | 1             | Закончен       |
| 6 | Скуби и Скрэппи-Ду (короткометражные) | Scooby-Doo and Scrappy-Doo (shorts)²                                  | 1980—1982         | ABC                | 99             | 3             | Закончен       |
| 7 | Новые приключения Скуби и Скрэппи     | The All-New Scooby and Scrappy-Doo Show/The New Scooby-Doo Mysteries³ | 1983—1984         | ABC                | 52             | 2             | Закончен       |
| 8 | 13 призраков Скуби-Ду                 | The 13 Ghosts of Scooby-Doo                                           | 1985              | ABC                | 13             | 1             | Закончен       |
| 9 | Щенок по кличке Скуби-Ду              | A Pup Named Scooby-Doo                                                | 1988—1991         | ABC                | 30             | 4             | Закончен       |
| 10 | Что новенького, Скуби-Ду?             | What’s New Scooby-Doo?                                                | 2002—2005         | The WB             | 42             | 3             | Закончен       |
| 11 | Шэгги и Скуби-Ду ключ найдут!         | Shaggy & Scooby-Doo Get a Clue!                                       | 2006—2008         | The CW             | 26             | 2             | Закончен       |
| 12 | Скуби-Ду: Мистическая корпорация      | Scooby-Doo! Mystery Incorporated⁴                                     | 2010—2013         | Cartoon Network    | 52             | 2             | Закончен       |
| 13 | Будь классным, Скуби-Ду!              | Be Cool, Scooby-Doo!                                                  | Осень 2015 — 2018 | Boomerang          | 52             | 2             | Закончен       |
| 14 | Скуби-Ду и угадай кто?                | Scooby-Doo and Guess Who?                                             | 2019—2021         | Boomerang          | 52             | 2             | Закончен       |
| 15 | Велма                                 | Velma                                                                 | 2023              | HBO Max            | 20             | 2             | Закрыт         |
| Примечания: 1. Выходил как часть «Скуби-Ду/Динамит», «Скуби-Ду Шоу/Динамит», «Скуби Все-Звёздная Олимпиада», и «Скуби и Все Звёзды». Девять из шестнадцати новых эпизодов про Скуби-Ду первоначально должны были входить в серию «Скуби-Ду, Где Ты!», хотя они были отложены и попали в эфир в рамках «Скуби Все Звёзды», вместе с другими восемью новыми сериями про пса Скуби. В настоящее время шоу транслируется под названием «Скуби-Ду Шоу». Шестнадцать эпизодов были изданы Warner Home Video на DVD под названием «Scooby-Doo! Where Are You: The Complete Third Season» (рус. Скуби-Ду, Где Ты: полный третий сезон). 1. Выходил как часть Богатенький Ричи/Скуби-Ду Шоу (1980-81 и Скуби-Ду/Скрэппи-Ду/Час щенков (1982). Эпизоды из этих лет теперь выходят под названием «Скуби-Ду и Скрэппи-Ду», отличаясь от оригинала несколько иной последовательности показа титров. 1. Выходил как часть «Новые тайны Скуби-Ду» (англ. The New Scooby-Doo Mysteries) в 1984 году. 1. Несколько эпизодов вышли в эфир в других странах раньше, чем в США. |                                       |                                                                       |                   |                    |                |               |                |

### Специальные эпизоды, выпущенные сразу на DVD
| № | Название                            | Оригинальное название               | Год  |
| - | ----------------------------------- | ----------------------------------- | ---- |
| 1 | Скуби-Ду! Жуткие игры               | Scooby-Doo! Spooky Games            | 2012 |
| 2 | Скуби-Ду! Отдых с привидениями      | Scooby-Doo! Haunted Holidays        | 2012 |
| 3 | Скуби-Ду и Пугало                   | Scooby-Doo and the Spooky Scarecrow | 2013 |
| 4 | Скуби-Ду и Маниакальный Меха Болван | Scooby-Doo! Mecha Mutt Menace       | 2013 |
| 5 | Скуби-Ду! Призрачные голы           | Scooby-Doo! Ghastly Goals!          | 2014 |
| 6 | Скуби-Ду! и Пляжное Чудище          | Scooby-Doo! and the Beach Beastie   | 2015 |

### Полнометражные мультфильмы
| №  | Название                                                      | Оригинальное название                                              | Год  |
| -- | ------------------------------------------------------------- | ------------------------------------------------------------------ | ---- |
| 1  | Скуби-Ду на Острове мертвецов                                 | Scooby-Doo on Zombie Island                                        | 1998 |
| 2  | Скуби-Ду и призрак ведьмы                                     | Scooby-Doo and the Witch’s Ghost                                   | 1999 |
| 3  | Скуби-Ду и нашествие инопланетян                              | Scooby-Doo and the Alien Invaders                                  | 2000 |
| 4  | Скуби-Ду и кибер-погоня                                       | Scooby-Doo and the Cyber Chase                                     | 2001 |
| 5  | Скуби-Ду и легенда о вампире                                  | Scooby-Doo! and the Legend of the Vampire                          | 2003 |
| 6  | Скуби-Ду и монстр из Мексики                                  | Scooby-Doo! and the Monster of Mexico                              | 2003 |
| 7  | Скуби-Ду и тайна лох-несского чудовища                        | Scooby-Doo! and the Loch Ness Monster                              | 2004 |
| 8  | Алоха, Скуби-Ду!                                              | Aloha, Scooby-Doo!                                                 | 2005 |
| 9  | Скуби-Ду, где моя мумия?                                      | Scooby-Doo! in Where’s My Mummy?                                   | 2005 |
| 10 | Скуби-Ду. Пираты на борту!                                    | Scooby-Doo! Pirates Ahoy!                                          | 2006 |
| 11 | Отдыхай, Скуби-Ду!                                            | Chill Out, Scooby-Doo!                                             | 2007 |
| 12 | Скуби-Ду и король гоблинов                                    | Scooby-Doo! and the Goblin King                                    | 2008 |
| 13 | Скуби-Ду и меч самурая                                        | Scooby-Doo! and the Samurai Sword                                  | 2009 |
| 14 | Скуби-Ду! Абракадабра-Ду                                      | Scooby-Doo! Abracadabra-Doo                                        | 2010 |
| 15 | Скуби-Ду! Истории летнего лагеря                              | Scooby-Doo! Camp Scare                                             | 2010 |
| 16 | Скуби-Ду! Легенда о Фантозавре                                | Scooby-Doo! Legend of the Phantosaur                               | 2011 |
| 17 | Скуби-Ду! Музыка вампира                                      | Scooby-Doo! Music of the Vampire                                   | 2012 |
| 18 | Скуби-Ду! Под куполом цирка                                   | Big Top Scooby-Doo!                                                | 2012 |
| 19 | Скуби-Ду! Маска Голубого сокола                               | Scooby-Doo! Mask of The Blue Falcon                                | 2013 |
| 20 | Скуби-Ду! Боязнь сцены                                        | Scooby Doo! Stage Fright                                           | 2013 |
| 21 | Скуби-Ду! Искусство борьбы                                    | Scooby-Doo! WrestleMania Mystery                                   | 2014 |
| 22 | Скуби-Ду: Франкен-монстр                                      | Scooby-Doo! Frankencreepy                                          | 2014 |
| 23 | Скуби-Ду! Безумие лунного монстра                             | Scooby-Doo! Moon Monster Madness                                   | 2015 |
| 24 | Скуби-Ду и KISS: Тайна рок-н-ролла                            | Scooby-Doo! and Kiss: Rock and Roll Mystery                        | 2015 |
| 25 | LEGO Скуби-Ду!: Призрачный Голливуд                           | Lego Scooby-Doo!: Haunted Hollywood                                | 2016 |
| 26 | Скуби-Ду! и проклятье демона скорости                         | Scooby-Doo! and WWE: Curse of the Speed Demon                      | 2016 |
| 27 | Скуби-Ду! На Диком Западе                                     | Scooby-Doo! Shaggy’s Showdown                                      | 2017 |
| 28 | LEGO Скуби-Ду!: Улётный пляж                                  | Lego Scooby-Doo! Blowout Beach Bash                                | 2017 |
| 29 | Скуби-Ду и Бэтмен: Отважный и смелый                          | Scooby-Doo & Batman: the Brave and the Bold                        | 2018 |
| 30 | Скуби-Ду и Призрак-гурман                                     | Scooby-Doo! and the Gourmet Ghost                                  | 2018 |
| 31 | Скуби-Ду и проклятье тринадцатого призрака                    | Scooby-Doo! and the Curse of the 13th Ghost                        | 2019 |
| 32 | Скуби-Ду! Возвращение на остров зомби                         | Scooby-Doo: Return to Zombie Island                                | 2019 |
| 33 | Скуби-Ду                                                      | Scoob!                                                             | 2020 |
| 34 | Счастливого Хэллоуина, Скуби-Ду!                              | Happy Halloween Scooby Doo!                                        | 2020 |
| 35 | Скуби-Ду! Меч и Скуб                                          | Scooby-Doo! The Sword and the Scoob                                | 2021 |
| 36 | Прямиком из Нигде: Скуби-Ду! Встречает Куража, трусливого пса | Straight Outta Nowhere: Scooby-Doo! Meets Courage the Cowardly Dog | 2021 |
| 37 | Скуби-Ду! Шалость или сладость                                | Trick Or Treat, Scooby-Doo!                                        | 2022 |
| 38 | Скуби-Ду! И Крипто тоже!                                      | Scooby-Doo! and Krypto, Too!                                       | 2023 |

### Полнометражные фильмы
| № | Название                               | Оригинальное название                 | Год  |
| - | -------------------------------------- | ------------------------------------- | ---- |
| 1 | Скуби-Ду                               | Scooby-Doo                            | 2002 |
| 2 | Скуби-Ду 2: Монстры на свободе         | Scooby-Doo 2: Monsters Unleashed      | 2004 |
| 3 | Скуби-Ду 3: Тайна начинается           | Scooby-Doo! The Mystery Begins        | 2009 |
| 4 | Скуби-Ду 4: Проклятье озёрного монстра | Scooby-Doo! Curse of the Lake Monster | 2010 |
| 5 | Дафна и Велма                          | Daphne & Velma                        | 2018 |

### Видеоигры
| Название                                                             | Издатель/Разработчик                               | Платформы                                                | Год  |
| -------------------------------------------------------------------- | -------------------------------------------------- | -------------------------------------------------------- | ---- |
| Scooby-Doo’s Maze Chase                                              | Mattel Electronics                                 | Intellivision                                            | 1983 |
| Scooby-Doo                                                           | Elite Systems Gargoyle Games                       | Arcade ZX Spectrum Commodore 64                          | 1986 |
| Scooby-Doo and Scrappy Doo                                           | Hi-Tec Software PAL Developments                   | Amiga Commodore 64                                       | 1991 |
| Scooby-Doo Mystery                                                   | Sunsoft Acclaim Entertainment                      | Super Nintendo Entertainment System                      | 1995 |
| Scooby-Doo Mystery                                                   | Illusions Gaming Acclaim Entertainment             | Sega Genesis                                             | 1995 |
| Scooby Doo! Mystery of the Fun Park Phantom                          | Engineering Animation, Inc. SouthPeak Interactive  | Microsoft Windows                                        | 1999 |
| Scooby-Doo! Mystery Adventures                                       | The Learning Company                               | Microsoft Windows                                        | 2000 |
| Scooby-Doo! Classic Creep Capers                                     | THQ                                                | Nintendo 64 Game Boy Color                               | 2001 |
| Scooby-Doo and the Cyber Chase                                       | THQ                                                | PlayStation Game Boy Advance                             | 2001 |
| Scooby-Doo (сюжет основан на фильме 2002 года)                       | THQ                                                | Game Boy Advance                                         | 2002 |
| Scooby-Doo! Night of 100 Frights                                     | THQ                                                | GameCube PlayStation 2 Xbox                              | 2002 |
| Scooby-Doo Case Files                                                | The Learning Company                               | Microsoft Windows                                        | 2003 |
| Scooby-Doo! Mystery Mayhem                                           | A2M THQ                                            | Game Boy Advance GameCube PlayStation 2 Xbox             | 2003 |
| Scooby-Doo 2: Monsters Unleashed (сюжет основан на фильме 2004 года) | THQ                                                | Game Boy Advance Microsoft Windows                       | 2004 |
| Scooby-Doo! Unmasked                                                 | THQ                                                | Nintendo DS Game Boy Advance GameCube PlayStation 2 Xbox | 2005 |
| Scooby-Doo! Who's Watching Who?                                      | Savege Entertainment Human Soft Inc.               | PlayStation Portable Nintendo DS                         | 2006 |
| Scooby-Doo! First Frights                                            | Torus Games Warner Bros. Interactive Entertainment | Wii Nintendo DS PlayStation 2 Microsoft Windows          | 2009 |
| Scooby-Doo! and the Spooky Swamp                                     | Torus Games Warner Bros. Interactive Entertainment | Wii Nintendo DS PlayStation 2 Microsoft Windows          | 2010 |
| Scooby Doo! & Looney Tunes Cartoon Universe: Adventure               | WayForward Technologies                            | ПК (PC) 3DS                                              | 2014 |

### Флэш-игры
- Scooby Doo Frozen Frights
- Scooby-Doo: The Attack Of The Vampire Pumpkinheads
- Scooby-Doo And The Creepy Castle
- Bayou Scooby-Doo
- Scooby-Doo In The Ghosts Of Pirate Beach
- Scooby-Doo: Scrappy Stinks
- Swami Shaggy
- Scooby Snapshot
- Scooby Trap
- Scooby-Doo 1000 Graveyard Dash
- Scooby-Doo Big Air
- Scooby-Doo Big Air 2: Curse Of The Half Pipe
- Scooby-Doo Big Air Snow Show
- Scooby-Doo Castle Hassle
- Scooby-Doo Curse of Anubis — Pyramid of Doom!
- Scooby Doo — Daphne’s Fight for Fashion
- Scooby-Doo In Monster Sandwich
- Scooby-Doo! Love Quest
- Scooby-Doo Horror On The High Seas Episode 1: The Ghost Pirate Attacks!
- Scooby-Doo Horror On The High Seas Episode 2: Neptunes Nest
- Scooby-Doo Horror On The High Seas Episode 3: Reef Relief
- Scooby-Doo Horror On The High Seas Episode 4: Pirate Ship Of Fools
- Scooby-Doo Mayan Monster Mayhem Episode 1: River Rapids Rampage
- Scooby-Doo Mayan Monster Mayhem Episode 2: Creepy Cave Cave-In
- Scooby-Doo Mayan Monster Mayhem Episode 3: Terror In Tikal
- Scooby-Doo Mayan Monster Mayhem Episode 4: Temple of Lost Souls
- Scooby-Doo Haunts For The Holidays Episode 1: Theatre Terror
- Scooby-Doo Haunts For The Holidays Episode 2: Ghost In The Cellar
- Scooby-Doo Haunts For The Holidays Episode 3: The Last Act
- Scooby-Doo Mystery Incorporated: Crystal Cove Online

### Мюзиклы
- Скуби-Ду и Страх сцены (англ. Scooby-Doo in Stagefright) (2001—2005; мировое турне 2005, 2007, 2009)
- Скуби-Ду и Призрак Пирата (англ. Scooby-Doo and the Pirate Ghost) (2009)
- Скуби-Ду жизнь! Музыкальные Тайны (англ. Scooby-Doo Live! Musical Mysteries) (2013)

## Отзывы и популярность
За всю историю существования сериал получил 2 премии Эмми, в 1989 и 2003 годах. Астрофизик Карл Саган положительно отозвался о сюжетных линиях мультфильмов, отмечая, что некоторые расследования подошли бы для поисков преступников в реальной жизни.
Начиная с 1990-х годов серия становится всё более популярной за счёт старых фанатов и маленьких детей. Некоторые критики заявляли, что смесь нескольких жанров: комедии, приключений и ужасов — принесли мультсериалам славу и признание. Создатель Фред Сильверман объяснил, что во время жутких сцен, аниматоры и сценаристы старались сделать их более смешными, чтобы привлечь внимание детей.
Многие сайты и журналы не раз ставили отдельные мультфильмы и разных персонажей в опросах. 3 августа 2002 года канал TV Guide оценил серию на 22-е место в списке «50 лучших фильмов всех времён». Сам главный герой, пёс Скуби, был назван Animal Planet одним из лучших персонажей-животных, показанных по телевидению. Мультсериал Скуби-Ду, где ты! вошёл в топ «100 лучших мультфильмов всех времён», составленный британским каналом Channel 4 в 2005 году; в похожем списке, составленном сайтом IGN, франшиза заняла 25 место.
В 2004 году серия Скуби-Ду была занесена в Книгу рекордов Гиннесса как самый продолжительный мультсериал с большим количеством эпизодов. Позже эту номинацию заняло сатиристическое шоу «Симпсоны».

## Комиксы
Издательство Gold Key Comics с декабря 1969 года начала публикацию комиксов «Скуби-Ду, где ты!». Журнал выпускался до 1974 года. Сюжет изначально был основан на одноимённом телевизионном шоу; позднее выпуски содержали оригинальную историю. Сценаристом был Марк Эваниэр, иллюстрации рисовал Дан Спаэгл. Позднее 11 выпусков комиксов были созданы Биллом Уильямсом и опубликованы Charlton Comics. С 1977 по 1979 год журнал издавал Marvel Comics, а Harvey Comics переиздавал старые комиксы компании Charlton.
В 1995 году Archie Comics начал создавать ежемесячные комиксы со Скуби-Ду и Скрэппи-Ду. Через два года журнал по мотивам мультфильмов выпускается DC Comics, который издаётся и по сей день.

## Товары
После успеха мультфильма «Скуби-Ду, где ты!» выпускались различные товары с изображениями героев мультсериала: настольные игры, коробки для обедов, наклейки, книги, раскраски и т.п. После выхода мультсериала о Скрэппи-Ду главный герой с 80-х годов стал главным объектом для выпуска различной продукции. Так, в 1983 году компанией Milton Bradley выпускались настольные игры, а с 1986 года различные разработчики выпускают компьютерные игры с участием персонажей из Скуби-Ду. С начала XXI века производитель медикаментов Bayer выпускает мультивитамины, на этикетке которых изображены герои мультфильмов.
С 1995 года, после покупки прав на серии каналу Cartoon Network, вновь расширяется список товаров с изображениями главных героев мультсериала. В настоящее время добавились такие продукты как сухие завтраки, плюшевые игрушки и фигурки с персонажами, украшения для автомобилей и т. д. Еда для Скуби-Ду, завтраки «Скуби Снэки» (англ. Scooby Snacks), в реальности производится компанией Del Monte Pet Products. Предприятие Hasbro наладила линию по производству настольных игр. С 2001 года издательство Scholastic выпускает книги, где описываются приключения Скуби-Ду и его друзей. Существуют экранизации книг в виде театральных постановок и фильмов.
Главные герои мультсериала — Шэгги и Скуби, появились в аттракционе гонок «The Funtastic World of Hanna-Barbera» парка Universal Studios Florida. Он просуществовал до 2002 года, когда стал набирать популярность мультфильм о мальчике-гении Джимми Нейтроне. Однако в парке остались костюмированные герои и машина, на которой разъезжали персонажи.